# Rincón de luz
Rincón de Luz foi um telenovela argentina produzida por Cris Morena Group e Dori Media Group, transmitida originalmente pelo Canal 9 e America.
A trama idealizada por Cris Morena foi ao ar dois anos depois da empresária ter saído do canal argentino Telefe. Na época, a presidente e fundadora do Cris Morena Group, se desentendeu com os diretores do canal argentino e não tinha permissão de utilizar o nome "Chiquititas", pois a Telefe havia registrado a marca em nome do canal e não de sua criadora.
Assim sendo, Cris Morena nomeou sua nova produção voltado para o público infantil de Rincón de Luz, nome do famoso orfanato que a projetou para o mundo televisivo.
A novela foi escrita por Cris Morena, Ricardo Morteo e Marcos Villalón, com supervisão dos textos de Patricia Maldonado e dirigida por Osvaldo Cappra, Gerardo Mariani e Jorge Oneglia, a trama foi ao ar originalmente de 10 de fevereiro de 2003 até meados de dezembro de 2003, completando 199 capítulos.

## Enredo
Álvaro del Solar retorna da Europa para receber sua parte da herança familiar que sua avó Victoria del Solar decidiu repartir com seus netos. Mas ele se depara com uma surpresa: é o único que não receberá nenhum dinheiro. Sua avó considera que ele não merece. A única possibilidade de receber sua parte será demonstrar que pode construir algo próprio, se preocupar com os outros e administrar seus próprios bens como uma pessoa adulta.
Álvaro entra em contato com Lucas, um menino de rua que vive com um grupo de crianças na mesma situação, e ele propõe que Lucas e as outras crianças tenham que fingir que moram em um orfanato inexistente, para convencer sua avó que está fazendo algo prazeroso e assim receber sua parte da herança. As crianças aceitam, somente por um tempo até receber o dinheiro. Álvaro vê-se obrigado a tomar uma decisão e coloca as crianças para morarem em uma casa da família, onde lá, as crianças acabam encontrando terríveis histórias e segredos.

## Elenco
- Soledad Pastorutti - Soledad Acosta
- Guido Kaczka - Alvaro Del Solar
- Alejandra Darín - Maria Julia Del Solar
- Susana Lanteri - Victoria Seoane del Solar
- Juan Ponce de Leon - Juan Ignacio Casares
- Maria Jose Gabin - Maria Ema Gonzalez Pinto
- Melina Petriela - Delfina Diaz Guillen
- Adriana Salonia - Diana del Solar
- Lucas Crespi - Tobias Franco
- Sergio Surraco - Javier Jara
- Alejo García Pintos - Lito Ramos
- Georgina Mollo - Clara Acosta
- Gustavo Rey - Roberto Caride
- Marcela Ferradas - Trini Cabrera
- Esteban Perez - Santiago
- Salo Passik - Leon Casares
- Dolores Ocampo - Mercedes
- Julián Cavero - Gastón
- Daniela Viaggiamari - Roberta
- María José Gabín - Memé
- María Rojí - Betina
- Valeria Britos - Dolores

Crianças:
- Agustín Sierra - Lucas Lagos
- Lali Espósito - Malena Cabrera / Coco
- Stéfano de Gregorio - Mateo Salinas
- Nadia Di Cello - Nadia
- Natália Melcon - Tali Toledo
- José Zito - Sebastian Caride
- Milagros Flores - Barbara Caride
- Delfina Varni - Josefina Marini
- Camila Salazar - Lucía Lagos
- Camila Offerman - Úrsula
- Nicolas Goldschmidt - Nicolas
- Laura Anders - Laura
- Kevin Sztajn - Ezequiel / Mentiritas
- Maria Eugenia Suarez - Pía
- Candela Vetrano - Estrella
- Luciano Nobile - Julian
- Florencia Padilla - Carola
- Mia Flores Piran - Luciana Caride
- Gastón Soffritti - Jaudín / Guillermo
- Ezequiel Diaz - Amir
- Mariano Guggiana - Ramiro
- Matias Casotto - Bulldog
- Daiana de la Canal - Vicky
- Demian Ardel - Adrián
- Tomás Faiella - Wilber
- Dante Penelli - Rocky
- Nicolas Scarzello - Maxi
- Daiana Cincunegui - Gisella
- Geraldine Visciglio - Inés
- Ezequiel Cirko - Franco
- Nicolás Cantafio - Paco

## Personagens

### Crianças
- Lucas: menino de 12 anos, líder da turma. De caráter rebelde e explosivo, ele se apaixona por Malena.
- Malena: menina de 11 anos, sobrinha de Trini, se encontrou com Lucas, Tali, Mateo, Carola, Julian, Josefina e Ezequiel.
- Carola: menina muito doce pensa que é órfã, adora dançar e se apaixona por Julian.
- Mateo: menino de 8 anos, muito amigo de Lucas. Vive aprontando travessuras com Tali.
- Tali: menina pouco amigável, antes de Carola e Julian ficarem juntos elas eram melhores amigas.
- Julian: namorado de Carola, muito romântico.
- Josefina: a mais novinha, trabalhava para uma cigana até conhecer a turma do Rincón de Luz.
- Ezequiel: muito mentiroso, adora pregar peças nos amigos, até conhecer Laura, uma menina fantasma. Os dois ficam amigos.
- Laura: menina fantasma, amiga de Ezequiel e Josefina, apaixonada por Mateo, ela é uma bruxinha do mundo mágico.
- Amir: um príncipe de 12 anos que fugiu do seu reino, só para não se casar com sua noivinha prometida, fica amigo de Malena.